# Hervey Bay
Zasugerowano, aby ten artykuł podzielić na różne artykuły – osobno o mieście i zatoce Hervey Bay.
Hervey Bay – miejscowość i zatoka Oceanu Spokojnego w stanie Queensland w Australii. Położona jest naprzeciwko Wielkiej Wyspy Piaszczystej (Fraser Island), oddalona ok. 243 km na północ od Brisbane, 64 km na południowy wschód od Bundaberg.